# Zuidwijksemolen
De Zuidwijksemolen is een voor 1811 gebouwde poldermolen, gelegen aan de Veenwatering in de Nederlandse gemeente Wassenaar.
De molen bemaalde tot 1960 de Zuidwijkse Polder. Toen een van de houten roeden brak werd de molen niet meer hersteld, en raakte hij in verval. Op 2 september 1972 staken kinderen de molen in brand. Sinds 1972 is de molen eigendom van de Rijnlandse Molenstichting, die hem in 1976-1977 maalvaardig heeft laten restaureren. De Zuidwijksemolen bemaalt, tegenwoordig op vrijwillige basis, de Zuidwijkse Polder.